# Иванов, Николай Иванович (генерал-майор)
Николай Иванович Иванов (6 января 1898 года, Санкт-Петербург — 28 мая 1971 года, Москва) — советский военный деятель, Генерал-майор (1943 год).

## Начальная биография
Николай Иванович Иванов родился 6 января 1898 года в Санкт-Петербурге.

## Военная служба

### Первая мировая и гражданская войны
В июне 1916 года был призван в ряды Русской императорской армии.
В 1916 году закончил Владимирское военное училище в чине прапорщика.
Принимал участие в военных действиях на Северном фронте Первой мировой войны на должности командира роты.
В апреле 1918 года был демобилизован. В декабре того же года был призван в ряды РККА и был назначен на должность командира роты резервного состава ПетрогрВО.
С января 1919 года воевал на Восточном фронте, тогда же был назначен на должность адъютанта 2-го отдельного батальона, в июне — командир роты 1-го рабочего полка Вятского УР, в сентябре — на должность командира роты 1-го и 2-го полков обороны железных дорог фронта, в марте 1920 года — на должность помощника командира сначала 92-го, затем 21-го отдельных стрелковых батальонов ВОХР, в июне — на должность помощника начальника штаба 103-й отдельной стрелковой бригады ВОХР, а в сентябре — на должность командира 495-го отдельного стрелкового батальона ВОХР.

### Межвоенное время
С ноября 1920 года Иванов командовал батальоном в 506-м и 113-м стрелковых полках Уральского военного округа. В августе 1922 года был назначен на должность помощника командира батальона и командир роты 170-го стрелкового полка в Уральском и Приволжском военных округах, а в июле 1923 года — на должность командира роты школы младшего начсостава 57-й стрелковой дивизии.
В 1924 году окончил курсы усовершенствования комсостава «Выстрел».
С октября 1924 года служил в 171-м стрелковом полку на должностях командира роты, временно исполняющего должность начальника штаба полка, помощника командира батальона. В ноябре 1928 года был назначен на должность старшего инспектора военной подготовки Управления территориального округа 1-й стрелковой дивизии Приволжского военного округа, в марте 1931 года — на должность помощника начальника мобилизационной части штаба 13-го стрелкового корпуса, в феврале 1934 года — вновь на должность заместителя начальника мобилизационной части штаба 1-й стрелковой дивизии, в феврале 1935 года — на должность помощника командира 258-го стрелкового полка, а в августе 1938 года — на должность командира автомобильного батальона 86-й стрелковой дивизии.
С ноября 1938 года преподавал тактику на Саратовских Курсах усовершенствования командного состава запаса Приволжкого военного округа, а затем в Орловском бронетанковом училище. В декабре 1939 года был назначен на должность помощника командира батальона Борисовского автомобильного училища.
В 1940 году закончил заочное отделение Военной академии имени М. В. Фрунзе.
В мае 1940 года был назначен на должность преподавателя общей тактики Военной академии имени М. В. Фрунзе.

### Великая Отечественная война
В сентябре 1941 года был назначен на должность начальника штаба 26-й запасной стрелковой бригады, а в ноябре того же года — на должность командира 14-й отдельной стрелковой бригады (Северо-Кавказский военный округ).
С декабря проходил обучение на ускоренном курсе Высшей военной академии имени К. Е. Ворошилова, по окончании которого в мае 1942 года был назначен на должность командира 16-й мотострелковой бригады, ведшей в составе 25-го танкового корпуса тяжёлые оборонительные бои в районе Воронеж на левом берегу Дона.
С октября 1942 года исполнял должность командира 206-й стрелковой дивизии, участвовавшей в Воронежско-Касторненской операции. В феврале 1943 года был назначен на должность командира 322-й стрелковой дивизии. С августа 1943 года находился на лечении в госпитале.
В ноябре 1943 года был назначен на должность командира 77-го стрелкового корпуса, который принимал участие в Киевских наступательной и оборонительной, Житомирско-Бердичевской и Ровно-Луцкой операциях и в освобождении городов Коростень и Сарны, а затем — в Полесской наступательной операции.
В октябре 1944 года был назначен на должность командира 45-го стрелкового корпуса, участвовавшего в Восточно-Прусской операции. В марте 1945 года корпус был выведен в резерв Ставки ВГК, а в апреле в составе 5-й армии был передислоцирован на Дальний Восток. В ходе советско-японской войны корпус в составе 1-го Дальневосточного фронта принимал участие в Маньчжурской операции. Генерал-майор Николай Иванович Иванов умело организовал прорыв корпусом Дуннинского УР и успешно командовал им при разгроме Квантунской армии, за что был награждён орденом Суворова 2 степени.

### Послевоенная карьера
В июне 1946 года был назначен на должность начальника цикла Высших всеармейских военно-политических курсов Красной Армии, а в сентябре 1947 года — на должность заместителя начальника по оперативно-тактической подготовке Военно-политической академии имени В. И. Ленина.
В августе 1959 года генерал-майор Николай Иванович Иванов вышел в отставку. Умер 28 мая 1971 года в Москве.

## Награды
- Два ордена Ленина;
- Три ордена Красного Знамени;
- Орден Кутузова 1 степени (08.09.1945);
- Два ордена Суворова 2 степени;
- Медали[1];
- Иностранный орден.